# Crash Test Dummies
Crash Test Dummies är en kanadensisk rockgrupp, bildad 1989 i Winnipeg. Medlemmar i gruppen är Brad Roberts (gitarr, sång), Ellen Reid (sång), Dan Roberts (basgitarr) och Mitch Dorge (trummor). De är mest kända för hitlåten "Mmm Mmm Mmm Mmm" (1993).

## Medlemmar
Nuvarande medlemmar
- Brad Roberts – sång, gitarr (1988–)
- Ellen Reid – sång, keyboard, dragspel (1988–2012, 2017–)
- Dan Roberts – basgitarr, bakgrundssång (1988–2004, 2010, 2017–)
- Mitch Dorge – trummor (1991–2002, 2010, 2017–)

Tidigare medlemmar
- Benjamin Darvill – munspel, percussion, gitarr, mandolin (1988–2000)
- Vince Lambert – trummor (1988–1991)
- Curtis Riddell – trummor (1988)
- George West – basgitarr (1988)

Turnerande medlemmar
- Stuart Cameron – gitarr, bakgrundssång (2001–)
- Murray Pulver – gitarr, bakgrundssång (1996–2000, 2010–)
- James Reid – gitarr, bakgrundssång (2010)
- Kiva – keyboard (1993–1995)
- Ray Coburn – keyboard (1999–2000)

## Diskografi
Studioalbum
- 1991 – The Ghosts That Haunt Me
- 1993 – God Shuffled His Feet
- 1996 – A Worm's Life
- 1999 – Give Yourself a Hand
- 2001 – I Don't Care That You Don't Mind
- 2002 – Jingle All the Way
- 2003 – Puss 'n' Boots
- 2004 – Songs of the Unforgiven
- 2010 – Oooh La-La!

EP
- 1991 – A Portrait of the Artist as a Young Dummy
- 1994 – Canada 1994
- 1996 – The Early Bird - Selected Songs From "A Worm's Life"

Singlar
- 1991 – "Superman's Song"
- 1991 – "Androgynous"
- 1994 – "Afternoons & Coffeespoons"
- 1994 – "God Shuffled His Feet"
- 1994 – "Mmm Mmm Mmm Mmm"
- 1994 – "Swimming in Your Ocean"
- 1995 – "Ballad of Peter Pumpkinhead"
- 1996 – "He Liked to Feel It"
- 1997 – "My Own Sunrise"
- 1999 – "Give Yourself a Hand"
- 1999 – "Keep a Lid on Things"
- 1999 – "Get You in the Morning"

Samlingsalbum
- 2007 – The Best of Crash Test Dummies
- 2008 – Playlist: The Very Best of Crash Test Dummies
- 2008 – Collections
- 2011 – Demo-litions: Cast-off Recordings 1996-97